# Magenta (websérie)
Magenta é uma websérie brasileira de drama e romance LGBTQ+, lançada em dezembro de 2018 no YouTube pela Linha Produções. Estrelada por Giul Abreu, Priscila Buiar e Rebeca Figueiredo, a trama segue a história de amor entre duas mulheres que é abalada por uma terceira pessoa. Sucesso no Brasil, a série foi renovada para uma segunda temporada, lançada em janeiro de 2020.
Com direção de Thaiane Soares, a websérie trata o relacionamento e os sentimentos que o rondam de forma sensível e até poética, sempre trazendo a paleta como elementos principais para a construção de sua história. O objetivo de Magenta é dar voz, é defender a aceitação das pessoas LGBTQ+ na sociedade, apresentar aos indivíduos que o cotidiano de um casal lésbico é similar ao de qualquer outro. É reeducar a sociedade de uma forma leve através do entretenimento.

## Sinopse
Após seis anos de relacionamento, Nina (Giul Abreu) e Manuela (Priscila Buiar) foram surpreendidas por uma terceira pessoa em suas vidas que balançou as estruturas de suas conexões de almas. A linha tênue entre o atual e o novo, o somar e o dividir, pode confundir o verdadeiro significado das cores que habitam dentro delas. 
A mistura da luz que habita em nós é o que nos faz ser o que somos. Ser amor, fúria, paixão, tristeza, ser Magenta.

## Elenco
| Intérprete         | Personagem    |
| ------------------ | ------------- |
| Giul Abreu         | Nina          |
| Priscila Buiar     | Manuela       |
| Rebeca Figueiredo  | Raphaela      |
| Natã Dias          | Felipe        |
| Priscilla Pugliese | Alícia        |
| Cinara Vitor       | Bianca        |
| Laysa Caldeira     | Helena        |
| Suellen Alves      | Analu         |
| Katerina Amsler    | Heloísa       |
| Gláucia Hamond     | Marli         |
| Mia Bueno          | Fernanda      |
| Yara Castanha      | Vitória       |
| Lohrana Cannedo    | Elis Oliveira |

## Episódios

### Resumo
| Temporada | Temporada | Episódios | Episódios | Exibição original      | Exibição original       |
| Temporada | Temporada | Episódios | Episódios | Estreia da temporada   | Final da temporada      |
| --------- | --------- | --------- | --------- | ---------------------- | ----------------------- |
|           | 1         | 10        | 10        | 25 de dezembro de 2018 | 26 de fevereiro de 2019 |
|           | 2         | 10        | 10        | 14 de janeiro de 2020  | 31 de março de 2020     |

### 1ª Temporada
| Número | Título                 | Estreia                 |
| ------ | ---------------------- | ----------------------- |
| 1      | "Cócegas"              | 25 de dezembro de 2018  |
| 2      | "Simetria"             | 1 de janeiro de 2019    |
| 3      | "Casa comigo?"         | 8 de janeiro de 2019    |
| 4      | "Balões e Sorrisos"    | 15 de janeiro de 2019   |
| 5      | "Cartas"               | 22 de janeiro de 2019   |
| 6      | "Quase Azul"           | 29 de janeiro de 2019   |
| 7      | "Um, Dois, Três, Nós!" | 5 de fevereiro de 2019  |
| 8      | "A voz dela"           | 12 de fevereiro de 2019 |
| 9      | "Eu, Tu e Ela!"        | 19 de fevereiro de 2019 |
| 10     | "Oi!"                  | 26 de fevereiro de 2019 |

### 2ª Temporada
| Número | Título                  | Estreia                 |
| ------ | ----------------------- | ----------------------- |
| 1      | "Família!"              | 14 de janeiro de 2020   |
| 2      | "Primeiro dia!"         | 21 de janeiro de 2020   |
| 3      | "Aproximação"           | 28 de janeiro de 2020   |
| 4      | "Confiança"             | 4 de fevereiro de 2020  |
| 5      | "Cadê o Vestido"        | 11 de fevereiro de 2020 |
| 6      | "Presente"              | 6 de março de 2020      |
| 7      | "Preparativos"          | 10 de março de 2020     |
| 8      | "Decepção"              | 17 de março de 2020     |
| 9      | "Despedida de Solteiro" | 24 de março de 2020     |
| 10     | "O Casamento"           | 31 de março de 2020     |

## Prêmios e Indicações
| Ano  | Premiação   | Categoria               | Resultado |
| ---- | ----------- | ----------------------- | --------- |
| 2019 | Rio Webfest | Melhor Roteiro de Drama | Indicado  |
| 2019 | Rio Webfest | Melhor Elenco de Drama  | Venceu    |
| 2019 | Rio Webfest | Melhor Trilha Sonora    | Indicado  |
| 2019 | Rio Webfest | Melhor Série Brasileira | Indicado  |